# Autoestrada A10
La Autoestrada A10 (o A10) è un'autostrada portoghese. Essa parte da Loures, fino ad arrivare a Benavente, per un totale di 40 km.

## Percorso
|      |                   |        |  |  |  |
| Tipo | Indicazione       | Uscita |  |  |  |
|      | Bucelas           |        |  |  |  |
|      | Arruda dos Vinhos | 2      |  |  |  |
|      | Carregado         | 3-4    |  |  |  |
|      | Benavente         | 5      |  |  |  |
|      | A13               | 6      |  |  |  |